# Slavko Dokmanović
Slavko Dokmanović (ur. 14 grudnia 1949 w Trpinji w Jugosławii, zm. 29 czerwca 1998 w Hadze w Holandii) – serbski polityk, samorządowiec, oskarżony o zbrodnie wojenne przed Międzynarodowym Trybunałem Karnym dla byłej Jugosławii.
Wobec Slavka Dokmanovicia 7 października 1995  Międzynarodowy Trybunał Karny dla byłej Jugosławii wydał akt oskarżenia, w którym zarzucono mu udział w zamordowaniu 260 mężczyzn, zbezczeszczeniu ich grobów, pogwałcenie praw i zwyczajów wojennych oraz zbrodnie przeciwko ludzkości. Zarzucanych mu czynów miał dokonać w 1991 roku uczestnicząc w masakrze we wsi Ovcara gdy sprawował funkcję burmistrza pobliskiego miasta Vukovar. Dokmanović został zatrzymany w 1997 roku przez polską jednostkę wojskową GROM, podczas operacji Little Flower. Nie przyznał się do żadnego z zarzucanych mu czynów. 29 czerwca 1998 roku popełnił samobójstwo wieszając się w swojej celi. 15 lipca 1998 Trybunał umorzył postępowanie przeciwko niemu z powodu śmierci.